# Isabel de Portugal, Duquesa da Borgonha
Isabel de Portugal (Évora, 21 de fevereiro de 1397 — Dijon, 17 de dezembro de 1471) foi uma princesa portuguesa da dinastia de Avis, única filha a chegar a adulta do rei João I de Portugal e de sua mulher, Filipa de Lencastre, sendo assim, com os seus irmãos, parte da Ínclita Geração.
Segundo alguns historiadores de arte é uma das personagens representadas num dos "Painéis de São Vicente de Fora" e para esses é a senhora mais velha que está naquele que é chamado de "Painel do Infante".

## Família
Era irmã do rei de Portugal D. Duarte, do Infante D. Pedro, Duque de Coimbra, do Infante D. Henrique (mais conhecido, internacionalmente, como Henrique, o Navegador), do infante D. João e do Infante D. Fernando capturado em Tânger (1437) e ali mantido prisioneiro até à sua morte em Fez em 1443.

## Biografia

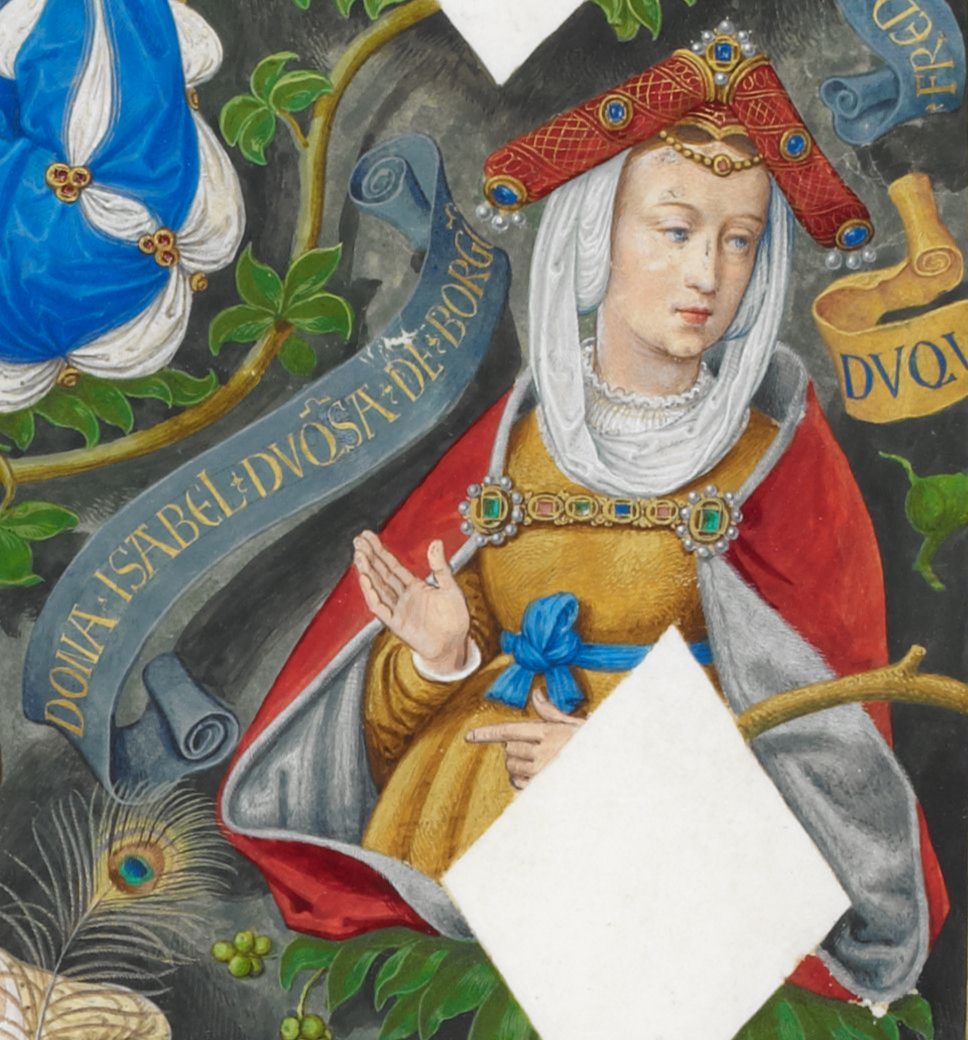
Imagem de Isabel na Genealogia dos Reis de Portugal.

Isabel nasceu em Évora e passou a sua juventude na corte em Lisboa. Após a morte da mãe, herdou os seus bens e viveu no palácio de Sintra.
Era muito culta: lia e falava várias línguas. Traduzia para português romances de cavalaria e poemas escritos em francês ou alemão. Também fazia bordados e tapeçarias.
Em 1430, casou-se com Filipe III, Duque da Borgonha, com quem teve 3 filhos: António e José (que faleceram durante a infância) e Carlos, o Temerário. Isabel foi sua terceira e última esposa, pois antes fora casado com Micaela de Valois, princesa de França, e Bona de Artois.
Antes de casar, Filipe enviou uma embaixada a Portugal. Veio o pintor Jan van Eyck, encarregado de pintar o retrato de Isabel. O casamento foi feito por procuração em Lisboa, em 29 de Julho de 1429. Partiu para Ecluse, chegando em 6 de dezembro, sendo o casamento aí ratificado em 10 de janeiro de 1430.
Após o casamento, em homenagem a Isabel, Filipe decidiu criar a ordem de cavalaria do Tosão de Ouro que adotou a seguinte divisa: «Antre n'array Dame Isabeau Tante que vivray», que significa:  não terei outra enquanto viver a dama Isabel. Máxima que não conseguiu cumprir.

Com o nascimento do filho Carlos, Isabel decidiu ser ela mesma a amamentar, desconfiada das amas-de-leite a quem atribuiu a morte dos outros filhos.

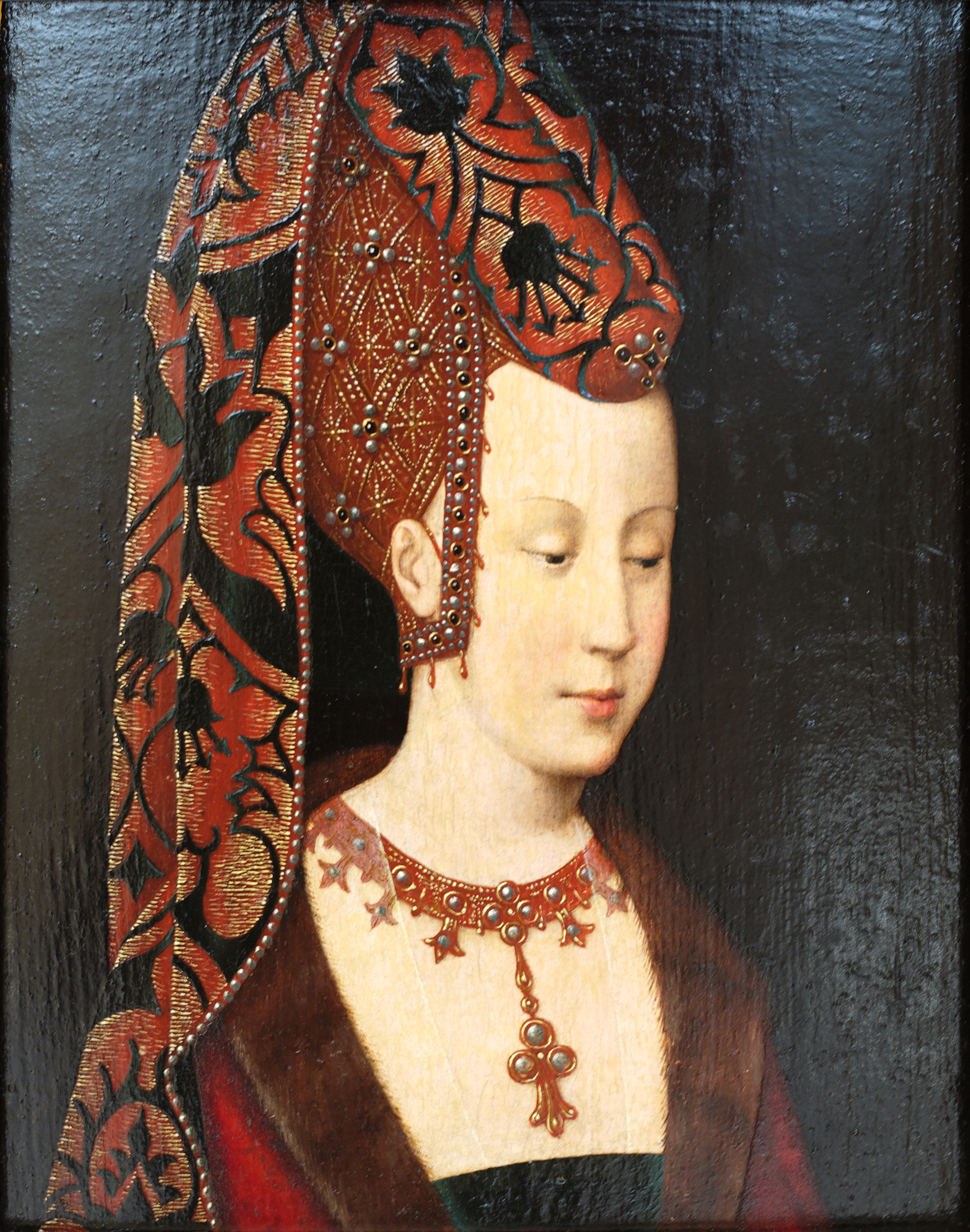
Isabel, duquesa da Borgonha. Cópia de retrato. Original de Van Eyck.

Isabel era uma mulher muito refinada e inteligente, que gostava de se rodear de artistas e poetas, e foi uma mecenas das artes. Também na política exerceu a sua influência sobre o filho e, em especial, sobre o marido, que representou em várias missões diplomáticas, nomeadamente em casamentos entre várias casas reais da Europa.
Foi muito respeitada na época, sendo chamada de A Grande Dama ou A Grande Senhora.
Ajudou os comerciantes portugueses estabelecidos em Bruges, na Flandres.
Foi por sua influência que os Açores se tornaram residência de inúmeras pessoas de origem flamenga, a partir de 1449.
Após a morte de seu irmão, infante D. Pedro, na batalha de Alfarrobeira, interveio junto de seu sobrinho D. Afonso V e do papa (1450), a favor da memória do irmão e dos filhos dele. Na altura, enviou a Portugal para o efeito o embaixador especial Jean Jouffroy, com a incumbência de protestar, junto do sobrinho, contra o tratamento que foi dado aos restos mortais deste infante e contra a perda de bens e direitos dos filhos do ex-regente e, em particular, contra a situação de prisioneiro em que se encontrava um deles, D. Jaime, então com 15 anos.
No seguimento destas diligências D. Isabel acolhe (1450) na sua corte os seus sobrinhos Jaime, João e Beatriz, todos filhos de D. Pedro. A protecção e apoio que lhes vai prestar permitirão que atinjam lugares de muito destaque. Assim Beatriz casa (1453) com Adolphe de Cléves, senhor de Ravenstein e sobrinho de Filipe o Bom. João é armado cavaleiro da ordem do Tosão de Ouro e, através das negociações em que intervieram os duques, casa com Charlotte de Lusignan, filha herdeira do rei de Chipre. É-lhe dado o título de príncipe de Antioquia, vindo a falecer envenenado passados dois anos (1457). Finalmente o sobrinho Jaime recebe uma esmerada educação tendo sido enviado para Itália para seguir a carreira eclesiástica onde é promovido a cardeal com apenas 23 anos. Foi ainda arcebispo de Lisboa e bispo de Arras tendo falecido (1459) ainda jovem aos 26 anos.
Ofereceu à Sé de Braga o túmulo de bronze que guarda as cinzas do seu irmão Afonso, morto na infância. Terá igualmente ofertado uma pintura, atribuída a Van der Weyden, que seria colocada junto aos restos mortais dos seus pais na capela do Fundador no Mosteiro da Batalha. Também terá oferecido ao seu irmão, o rei D. Duarte, um magnífico Livro de Horas actualmente guardado na Torre do Tombo em Lisboa. De assinalar ainda a participação no financiamento das obras monumentais da capela e do túmulo, situadas em Florença, onde foi sepultado o seu sobrinho, o cardeal D. Jaime.
E terá  eventualmente sido a patrocinadora, se não a única pelo menos a mais importante, da execução dos referidos Painéis. Tal como, contribuído decisivamente para a concepção do tema principal deles.
Com 60 anos, retirou-se para um convento-hospital que tinha fundado, tratando de pobres e doentes. Quando adoeceu o marido, voltou a Bruges para cuidar dele e levou o filho Carlos a fazer as pazes com o pai.
Ao ficar viúva, presidiu ao conselho de estado e passou a usar o traje das freiras da Ordem de S. Francisco de Assis.
Num documento solene emitido em 17 de junho de 1471, Isabel declarou-se herdeira universal do falecido rei Henrique VI da Inglaterra, em cuja carta reivindicou os seus direitos à coroa de Inglaterra. No entanto, Isabel não manteve por muito tempo a sua reivindicação. Apenas alguns meses depois, em 3 de novembro de 1471, ela cedeu seus direitos ao filho, Carlos, o Temerário (1433-1477), duque da Borgonha.
Faleceu, de seguida, a 17 de dezembro de 1471, na cidade de Aire-sur-la-Lys, em Pas-de-Calais, na França e na altura pertencente ao Ducado da Borgonha.